# أسيسو
أسيسو (باليونانية: Ἀκεσώ) كانت الإلهة اليونانية لعملية الشفاء.  كانت ابنة أسقليبيوس وإبيون، شقيقة آياسو، هيجيا، باناسيا، و إيغل.  كان جدها أبولو. على عكس أختها باناسيا (علاج الكل)، كانت تمثل عملية علاج بدلاً من العلاج نفسه. كان نظيرها الذكر أسيس (أكسيس).  في النقوش اليونانية المنحوتة، تظهر أسيسو جنباً إلى جنبٍ مع والدها أسقليبيوس وأخواتها هيجيا، باناسيا و آياسو.